# Karl Krüger (Politiker, 1868)
Karl Franz Wilhelm Julius Krüger (* 8. Oktober 1868 in Nieder-Wildungen; † 4. März 1921 in Bad Wildungen) war ein deutscher Arzt und Politiker.

## Leben
Krüger war der Sohn des Sanitätsrats Dr. med. Julius Krüger (1830–1891) und dessen Ehefrau Auguste, geborene Hütteroth (1839–1896). Er heiratete am 14. November 1899 in Halver/Westfalen Else Wippermann (1879–1952).
Krüger besuchte die Höhere Bürgerschule in Wildungen und das Gymnasium in Korbach. 1882 legte er das Abitur ab und studierte danach in Marburg, Berlin und Göttingen Medizin. 1893 wurde er in Göttingen zum Dr. med. promoviert. Von 1893 bis 1895 war er Assistent bei den Professoren Ebstein und König in Göttingen und ab 1896 Arzt in Bad Wildungen, Amsterdam und Utrecht. Er war Facharzt für Harn- und Geschlechtskrankheiten. 1908 wurde er Kreisphysikus für den Kreis der Eder. 1918 wurde er zum Hofrat ernannt und schied als Kreisphysikus aus. Im gleichen Jahr wurde er Chefarzt des Reservelazaretts in Bad Wildungen.
1908 bis 1919 war er für den Wahlkreis „Kreis der Eder“ Abgeordneter im Landtag des Fürstentums Waldeck-Pyrmont. 1915 war er gewählter Vertreter des Vizepräsidenten für den Fall dessen Verhinderung.